# A szörnyek tengere
A szörnyek tengere az amerikai író, Rick Riordan a Percy Jackson és az olimposziak című könyvsorozatának második kötete. A könyv 2006. április-én jelent meg az angol nyelvterületeken. Itthon a Könyvmolyképző Kiadó gondozásában 2009-ben és 2013-ban jelent meg. 

## Cselekmény
|  | Alább a cselekmény részletei következnek! |

Percy éve egészen jól alakul. Bár sok ellenséges osztálytársa van, mégis új barátra és féltestvérre lel Tyson, a küklopsz személyében. Az iskola utolsó napján viszont megtámadja egy tucat emberevő óriás, és menekülnie kell. A táborba érve kiderül, hogy Thália fáját megmérgezték, Kheirónt kirúgták, és csak az Aranygyapjú segítségével lehet megmenteni. Ráadásul szatír barátja, Grover is bajba kerül. Az Aranygyapjú a Szörnyek Tengerén található, amin rengeteg akadály veszélyezteti Percy, Annabeth és Tyson életét.
|  | Itt a vége a cselekmény részletezésének! |

## Magyarul
- A szörnyek tengere. Percy Jackson és az Olimposziak. Második könyv; ford. Acsai Roland; Könyvmolyképző, Szeged, 2009